# Капа (спорт)

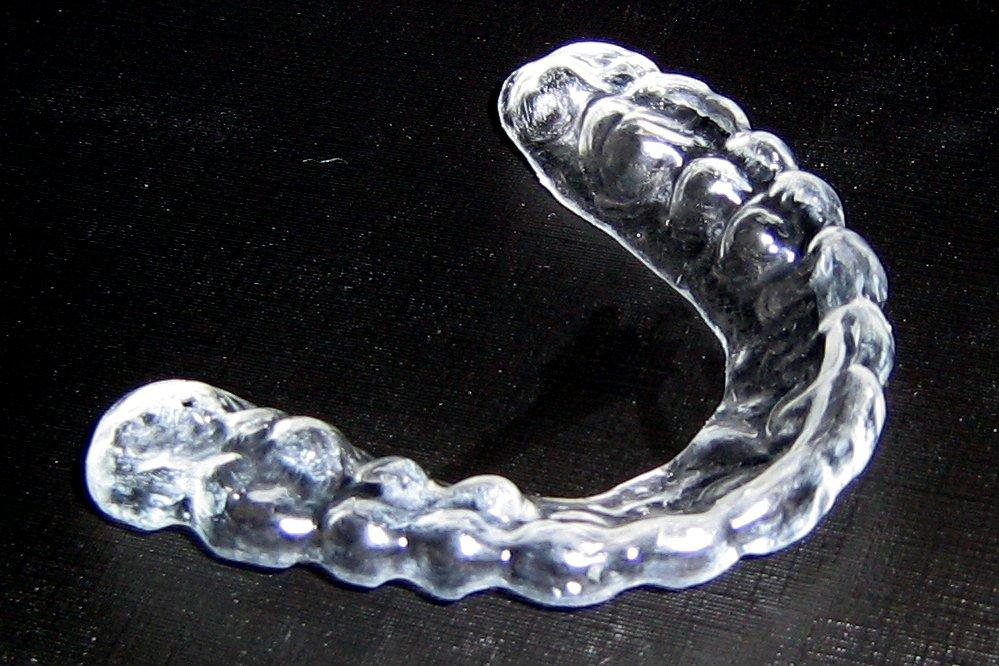
Капа снаружи

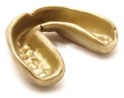
боксёрская капа внутри

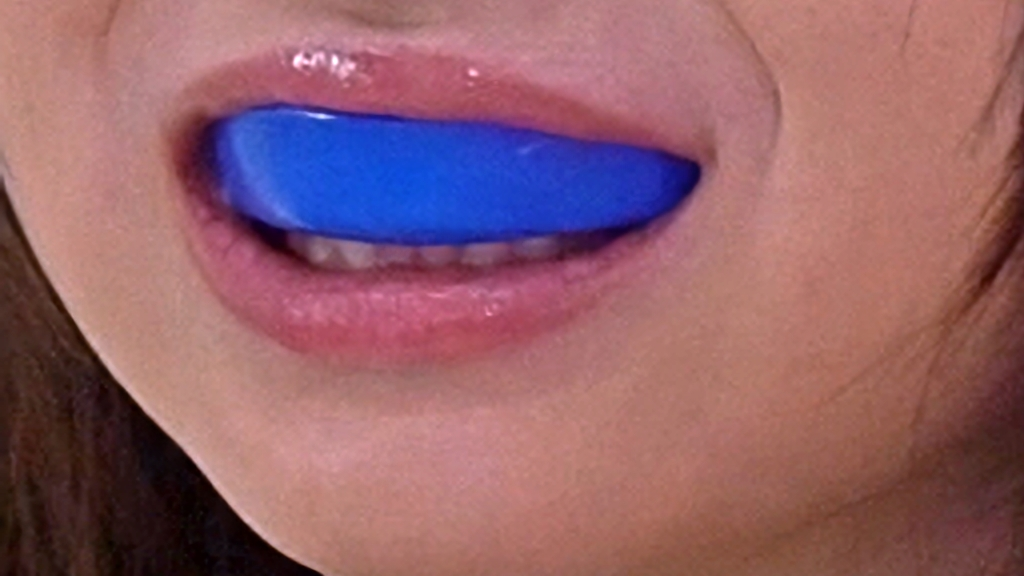
синяя капа во рту спортсменки

Ка́па (нем. Kappe — колпачок, крышка, чехол) — приспособление из гибкой пластмассы, надеваемое на зубы с целью защиты от спортивных травм.

## Описание

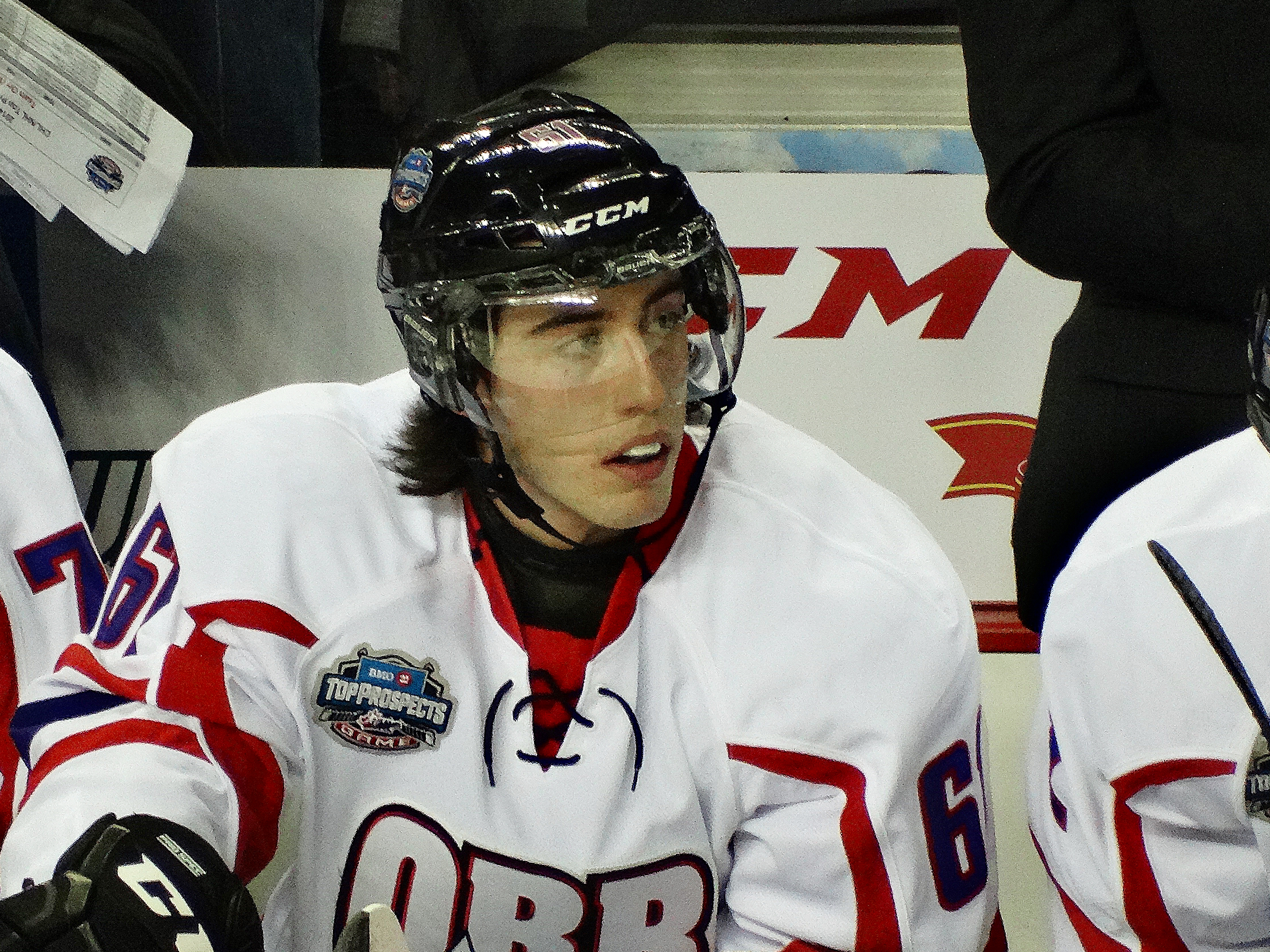
белая капа во рту у хоккеиста

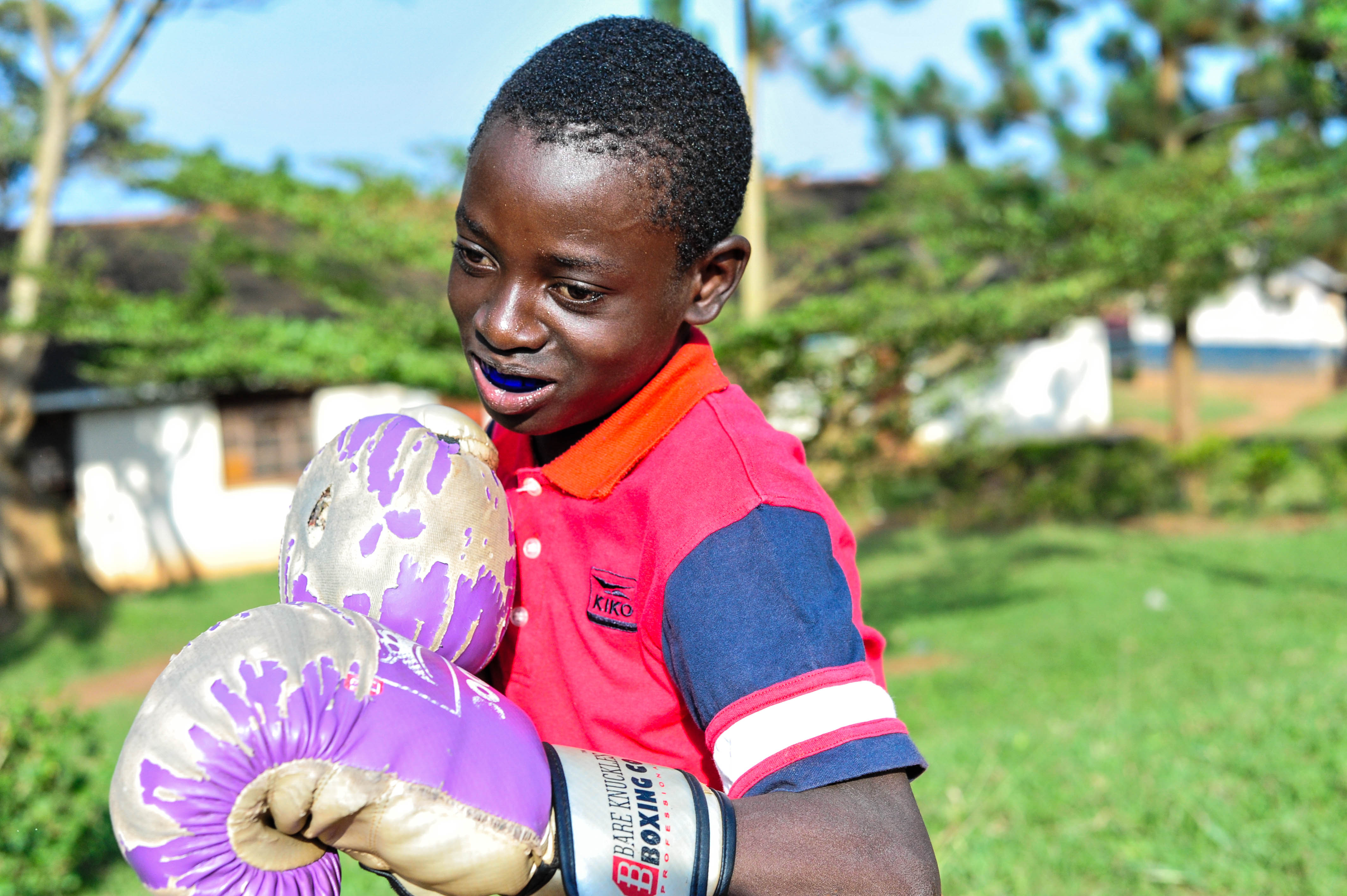
тёмно-синяя капа во рту у африканского мальчика-боксёра

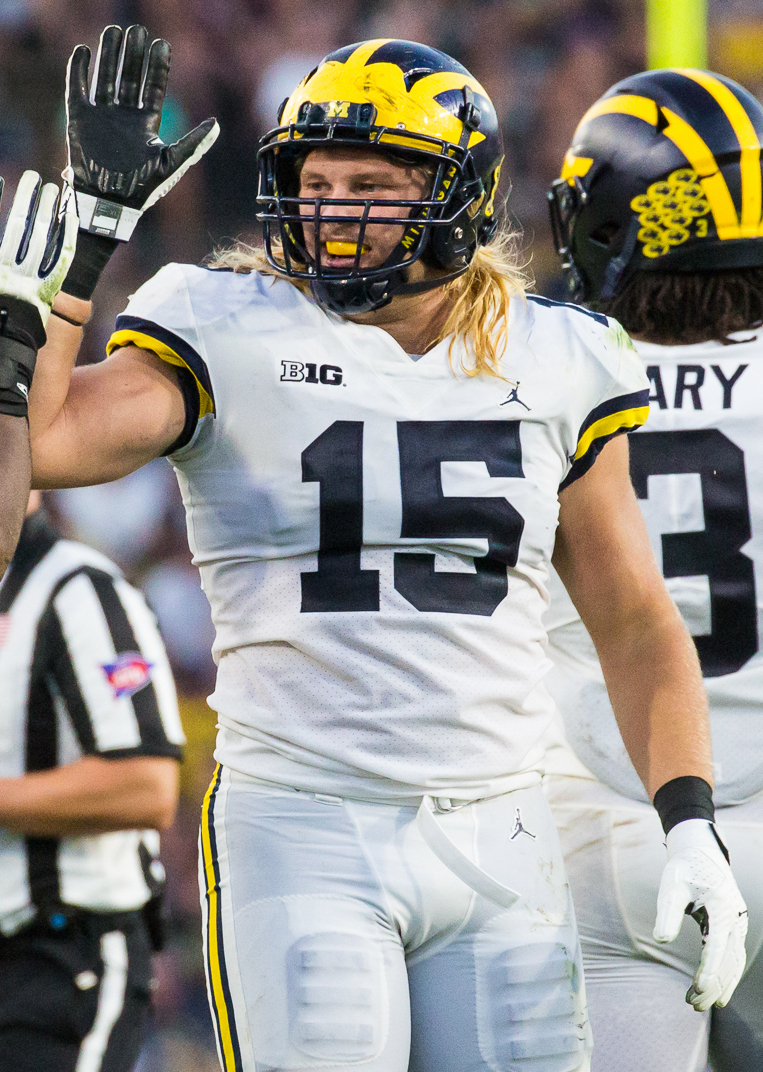
жёлтая капа во рту у футболиста (американский футбол)

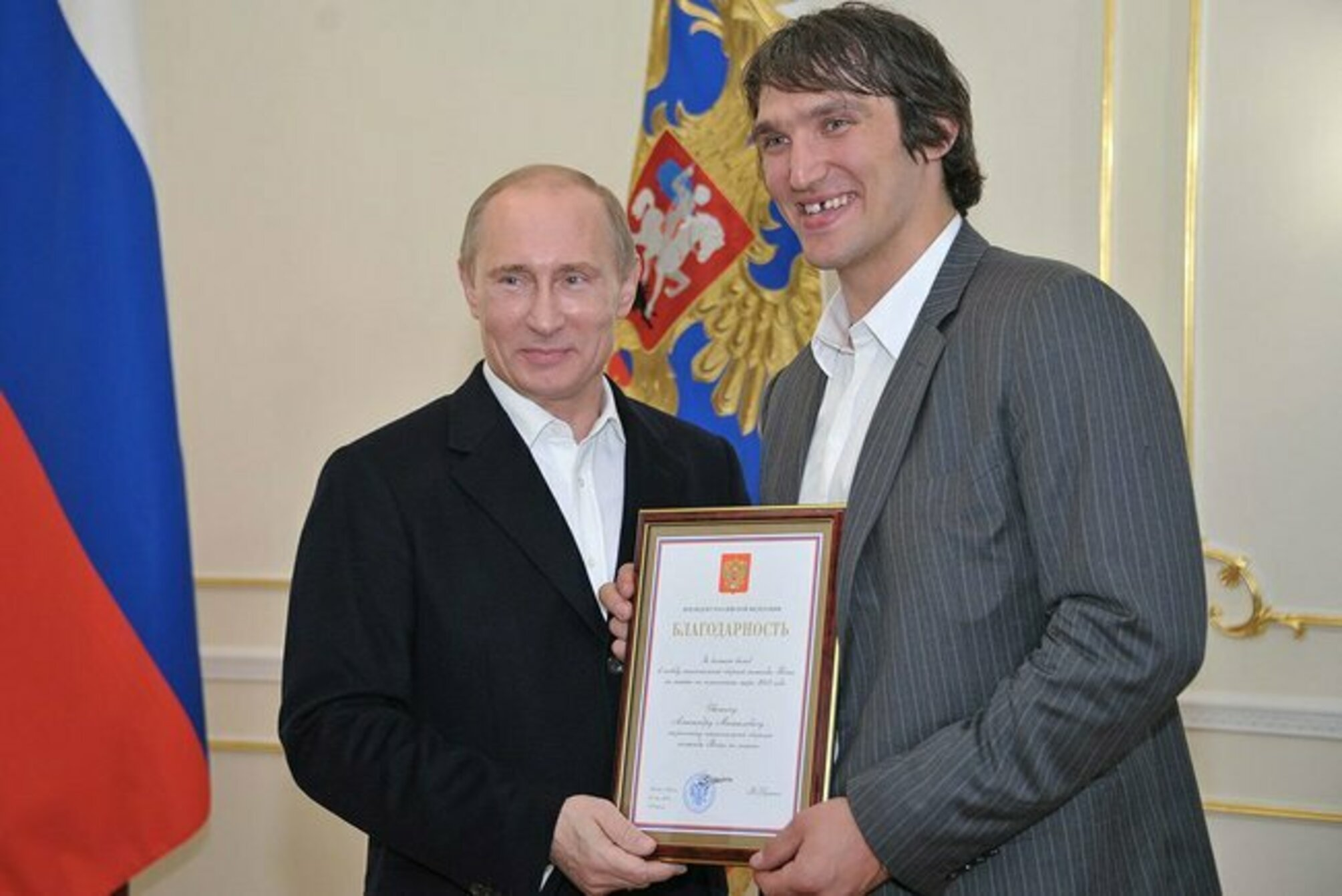
президент России Владимир Путин и хоккеист Александр Овечкин (отсутствие зуба у хоккеиста - спортивная травма из-за того, что он не надел капу)

Во время спортивных тренировок и соревнований, а также развлекательных спортивных занятий капы надевают на зубы для предотвращения травмы.
Капы могут предотвратить такие серьёзные травмы, как сотрясение мозга, внутримозговые кровоизлияния, травмы с потерей сознания, переломы челюсти и повреждения шеи, благодаря тому, что исключают ситуации, в которых нижняя челюсть с силой вгоняется в верхнюю. Капы отодвигают мягкие ткани полости рта от зубов, предотвращают рваные раны и ушибы губ и щек.
При всех ситуациях, когда имеется большая вероятность силового контакта лица с другими спортсменами или твёрдыми поверхностями, рекомендуется носить капу.
В настоящее время ношение капы является обязательным во время тренировок и соревнований для десяти видов любительского спорта: бокс, американский футбол, хоккей на льду, мужской лакросс, боевое самбо, роллер-дерби, женский хоккей на траве, ушу саньда (саньшоу), тхэквондо и ММА.

## Классификация
- Стандартные

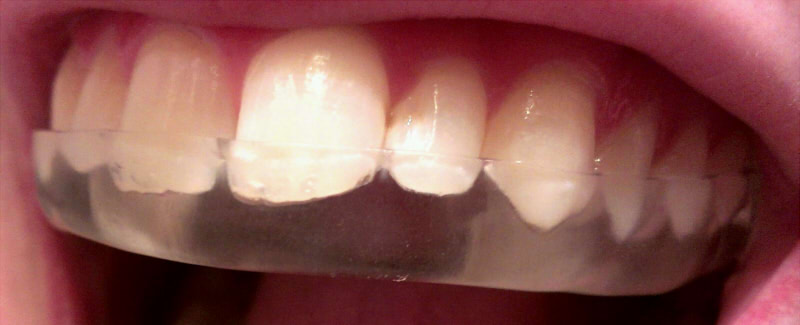
прозрачная капа (окклюзионная шина) при бруксизме

- Термопластичные (термоформовочные) капы позволяют создать индивидуальную капу в домашних условиях
- Индивидуальная капа изготавливается по слепкам зубов, благодаря чему точно повторяет форму и размер зубов. Это гарантирует идеальное прилегание, современную защиту и отсутствие проблем с дыханием и речью.
- Капа для сна (окклюзионная шина) при бруксизме.